# دهه ۱۰۹۰ (پیش از میلاد)
دهه ۱۰۹۰ (پیش از میلاد) صد و نهمین دهه و در واقع 1090 سال قبل از مبدأ شروع تقویم میلادی است.